# Ерос Грезда
Ерос Грезда (алб. Eros Grezda, нар. 15 квітня 1995, Джяковіца) — албанський футболіст, півзахисник клубу «Локомотива».

## Клубна кар'єра
Народився 15 квітня 1995 року в місті Джяковіца, Союзна Республіка Югославія (нині — Косово), де і розпочав займатись футболом у клубі «Приштина». Згодом переїхав до Словенії, де навчався в академіях «Марибора» та «Алюмінію».
У дорослому футболі дебютував 2013 року виступами за команду клубу «Алюміній», в якій провів півтора сезону в Другій лізі Словенії, взявши участь у 29 матчах чемпіонату. Після цього ще півроку грав за першоліговий «Заврч».
Влітку 2015 року за 100 тис. євро перейшов до хорватської «Локомотиви». Відтоді встиг відіграти за загребських «локомотивів» 29 матчів в національному чемпіонаті.

## Статистика виступів

### Статистика клубних виступів
| Сезон                  | Команда                | Чемпіонат              | Чемпіонат | Чемпіонат | Національний кубок | Національний кубок | Національний кубок | Континентальні кубки | Континентальні кубки | Континентальні кубки | Інші змагання | Інші змагання | Інші змагання | Усього | Усього |
| Сезон                  | Команда                | Ліга                   | Ігор      | Голів     | Ліга               | Ігор               | Голів              | Ліга                 | Ігор                 | Голів                | Ліга          | Ігор          | Голів         | Ігор   | Голів  |
| ---------------------- | ---------------------- | ---------------------- | --------- | --------- | ------------------ | ------------------ | ------------------ | -------------------- | -------------------- | -------------------- | ------------- | ------------- | ------------- | ------ | ------ |
| 2013–14                | «Алюміній»             | 2Л (ІІ)                | 18        | 5         | КС                 | 2                  | 0                  | -                    | -                    | -                    | -             | -             | -             | 20     | 5      |
| 2014-15                | «Алюміній»             | 2Л (ІІ)                | 11        | 1         | КС                 | 1                  | 0                  | -                    | -                    | -                    | -             | -             | -             | 12     | 1      |
| Усього за «Алюміній»   | Усього за «Алюміній»   | Усього за «Алюміній»   | 29        | 6         |                    | 3                  | 0                  |                      | -                    | -                    |               | -             | -             | 32     | 6      |
| 2014-15                | «Заврч»                | 1Л                     | 11        | 0         | КС                 | 0                  | 0                  | -                    | -                    | -                    | -             | -             | -             | 11     | 0      |
| 2015–16                | «Локомотива»           | 1Л                     | 29        | 9         | КХ                 | 2                  | 0                  | ЛЄ                   | -                    | -                    | -             | -             | -             | 31     | 9      |
| 2016–17                | «Локомотива»           | 1Л                     | 0         | 0         | КХ                 | 0                  | 0                  | ЛЄ                   | 2                    | 0                    | -             | -             | -             | 2      | 0      |
| Усього за «Локомотиву» | Усього за «Локомотиву» | Усього за «Локомотиву» | 29        | 9         |                    | 2                  | 0                  |                      | 2                    | 0                    |               | -             | -             | 33     | 9      |
| Усього за кар'єру      | Усього за кар'єру      | Усього за кар'єру      | 69        | 15        |                    | 5                  | 0                  |                      | 2                    | 0                    |               | -             | -             | 76     | 15     |

## Титули і досягнення
- Володар Кубка Угорщини (1):

«Залаегерсег»: 2022-23